# Divisions regionals de futbol d'Espanya
Les divisions regionals de futbol són les divisions inferiors de la lliga de futbol. Són administrades per les respectives federacions autonòmiques. El nivell immediatament superior és la Tercera Divisió RFEF. El juny de 2021, amb la reestructuració de les divisions de la RFEF, totes aquestes varen baixar un nivell. Les divisions regionals són:
| Comunitat             | Comunitat                                                                                            | 6.ª categoria | 7.ª categoria | 8.ª categoria | 9.ª categoria                                                                                         | 10.ª categoria                          |
| --------------------- | --- | --- | --- | --- | --- | --------------------------------------- |
| · Galícia             | · Galícia                                                                                            | Preferent Galícia - 2 grups distribuits per proximitat geogràfica                                                              | Primera Galicia - 2 grups de La Corunya - 1 grup de Lugo - 1 grup de Ourense - 1 grup de Pontevedra | Segunda Galicia - 5 grups de La Corunya - 2 grups de Lugo - 2 grups de Ourense - 2 grups de Pontevedra                                                                       | Tercera Galicia - 7 grups de La Corunya - 2 grups de Lugo - 1 grup de Ourense - 4 grups de Pontevedra |                                         |
| · Astúries            | · Astúries                                                                                           | Regional Preferente - 1 grup d'Astúries                                                                                        | Primera Regional - 2 grups d'Astúries | Segunda Regional - 3 grups d'Astúries | |                                         |
| · Cantàbria           | · Cantàbria                                                                                          | Regional Preferente - 1 grup de Cantàbria                                                                                      | Primera Regional - 1 grup de Cantàbria | Segunda Regional - 2 grups de Cantàbria | |                                         |
| · País Basc           | | | | | |                                         |
| · Àlaba               | Regional Preferente - 2 grup d'Àlaba                                                                 | Primera Regional - 1 grup d'Àlaba                                                                                              | | | |                                         |
| · Guipúscoa           | División de Honor Regional - 1 grup de Guipúscoa                                                     | Regional Preferente - 2 grups de Guipúscoa                                                                                     | Primera Regional - 4 grups de Guipúscoa | | |                                         |
| · Biscaia             | División de Honor - 1 grup de Biscaia                                                                | Territorial Preferente - 1 grup de Biscaia                                                                                     | Territorial Primera División - 2 grups de Biscaia | Territorial Segunda División - 2 grups de Biscaia | Territorial Tercera División - 5 grups de Biscaia                                                     |                                         |
| · Catalunya           | · Catalunya                                                                                          | Primera Catalana - 1 grup de Barcelona nord i Girona - 1 grup de Barcelona sud, Lleida i Tarragona                             | Segona Catalana - 3 grups de Barcelona - 1 grup de Girona - 1 grup de Lleida - 1 grup de Tarragona | Tercera Catalana - 9 grups de Barcelona - 3 grups de Girona - 2 grups de Lleida - 3 grups de Tarragona                                                                       | Quarta Catalana - 17 grups de Barcelona - 4 grups de Girona - 1 grup de Lleida - 2 grups de Tarragona |                                         |
| · País Valencià       | · País Valencià                                                                                      | Regional Preferent - 4 grups distribuits per proximitat geogràfica                                                             | Primera Regional - 8 grups distribuits per proximitat geogràfica | Segona Regional - 16 grups distribuits per proximitat geogràfica | |                                         |
| · Comunitat de Madrid | · Comunitat de Madrid                                                                                | Preferente Madrid - 2 grups de Madrid                                                                                          | Primera Aficionados - 4 grups de Madrid | Segunda Aficionados - 8 grups de Madrid | Tercera Aficionados - 14 grups de Madrid                                                              |                                         |
| · Castella i Lleó     | · Castella i Lleó                                                                                    | Primera División Regional - 1 grup d'Àvila, Burgos, Palència, Segòvia i Sòria - 1 grup de Lleó, Salamanca, Valladolid i Zamora | Primera División Provincial - 1 grup d'Àvila - 1 grup de Burgos - 1 grup de Lleó - 1 grup de Palència - 1 grup de Salamanca - 1 grup de Segòvia - 1 grup de Sòria - 1 grup de Valladolid - 1 grup de Zamora | Segunda División Provincial - 1 grup de Lleó - 1 grup de Segòvia - 1 grup de Valladolid                                                                                      | Tercera División Provincial - 1 grup de Valladolid                                                    |                                         |
| · Andalusia           | · Andalusia                                                                                          | División de Honor - 1 grup d'Andalusia Occidental - 1 grup d'Andalusia Oriental                                                | Primera Andaluza - 1 grup d'Almeria - 1 grup de Cadis - 1 grup de Còrdova - 1 grup de Granada - 1 grup de Huelva - 1 grup de Jaén - 1 grup de Màlaga - 1 grup de Sevilla                                    | Segunda Andaluza - 1 grup d'Almeria - 1 grup de Cadis - 2 grups de Còrdova - 1 grup de Granada - 2 grups de Huelva - 2 grups de Jaén - 1 grup de Màlaga - 2 grups de Sevilla | Tercera Andaluza - 1 grup de Cadis - 1 grup de Granada - 1 grup de Màlaga - 3 grups de Sevilla        |                                         |
| · Melilla             | · Melilla                                                                                            | Preferente de Melilla - 1 grup de Melilla                                                                                      | | | |                                         |
| · Ceuta               | · Ceuta                                                                                              | Preferente de Ceuta - 1 grup de Ceuta                                                                                          | | | |                                         |
| · Illes Balears       | | | | | |                                         |
| Eivissa Formentera    | Regional Preferent - 1 grup de Eivissia-Formentera                                                   | | | | |                                         |
| Mallorca              | Primera Regional Preferent - 1 grup de Mallorca                                                      | Primera Regional - 1 grup de Mallorca                                                                                          | Segona Regional - 1 grup de Mallorca | Tercera Regional - 2 grups de Mallorca | |                                         |
| Menorca               | Regional Preferent - 1 grup de Menorca                                                               | | | | |                                         |
| · Canàries            | | | | | |                                         |
| Las Palmas            | Interinsular Preferente de Las Palmas - 1 grup de Las Palmas                                         | Primera Regional - 2 grups de Gran Canària - 1 grup de Fuerteventura - 1 grup de Lanzarote                                     | Segunda Regional Aficionado-Gran Canaria - 1 grup de Gran Canària | | |                                         |
| Tenerife              | Interinsular Preferente de Tenerife - 1 grup de La Gomera, Tenerife i El Hierro - 1 grup de La Palma | Primera Interinsular-Tenerife - 1 grup de Tenerife i El Hierro - 1 grup de Tenerife i La Gomera                                | Segunda Interinsular-Tenerife - 1 grup de El Hierro - 2 grups de Tenerife - 1 grup de La Gomera i Tenerife                                                                                                  | | |                                         |
| · Regió de Múrcia     | · Regió de Múrcia                                                                                    | Preferente Autonómica - 1 grup de Múrcia                                                                                       | Primera Autonómica - 1 grup de Múrcia | Segunda Autonómica - 1 grup de Múrcia | |                                         |
| · Extremadura         | · Extremadura                                                                                        | Primera Extremeña - 4 grups distribuits per proximitat geogràfica                                                              | Segunda Extremeña - 5 grups distribuits per proximitat geogràfica | | |                                         |
| · Navarra             | · Navarra                                                                                            | Primera Autonómica de Navarra - 2 grups de Navarra                                                                             | Preferente de Navarra - 3 grups de Navarra | Primera Regional - 6 grups de Navarra | |                                         |
| · La Rioja            | · La Rioja                                                                                           | Regional Preferente - 1 grup de La Rioja                                                                                       | | | |                                         |
| · Aragó               | · Aragó                                                                                              | Regional Preferente - 4 grups distribuits per proximitat geogràfica                                                            | Primera Regional - 4 grups distribuits per proximitat geogràfica | Segunda Regional - 3 grups distribuits per proximitat geogràfica | Segunda Regional B - 1 grup de Saragossa                                                              | Tercera Regional - 3 grups de Saragossa |
| · Castella - la Manxa | · Castella - la Manxa                                                                                | Primera Autonómica Preferente - 2 grups distribuits per proximitat geogràfica                                                  | Primera División Autonómica - 4 grups distribuits per proximitat geogràfica | Segunda División Autonómica - 5 grups distribuits per proximitat geogràfica                                                                                                  | |                                         |